# Petar Vukelić
Petar Vukelić bio je hrvatski političar. 
Rodom je iz plemićke obitelji Vukelića, ličkih Bunjevaca. Po struci je bio vojnik.
Bio je visokim časnikom Ličke pješačke pukovnije. Bio je zastupnik Hrvatskog sabora s područja Ličke graničarske pješačke pukovnije u razdoblju prije nego što su vlasti razvojačile Vojnu krajinu i upravno je natrag pripojile banskoj Hrvatskoj. 
Njegov sabornički rad je obilježilo zdušno zalaganje za ukidanje Vojne krajine koja je bila toliko omražena jer je sprječavala gospodarski razvitak Gacke, Krbave i Like.